# Der goldene Abgrund
Der goldene Abgrund ist ein deutsches Stummfilmdrama von Mario Bonnard aus dem Jahre 1927 mit Liane Haid in einer Doppelrolle. Die Geschichte basiert auf dem Roman Rapa Nui von André Armandy.

## Handlung
Jola und Claire sind zwei Zwillingsschwestern, die sich auf eine Schiffsreise begeben haben. Dabei kommt es zu einer schweren Havarie, bei der das Schiff untergeht, die beiden Schwestern getrennt werden und auf einer mutmaßlich menschenleeren, exotischen Insel landen. Claire entkommt dem Eiland und gelangt über Umwege nach Paris. Dort wird sie zur femme fatale, die die Männer umgarnt und sie ins Unglück stürzt. Eines von Claires Opfer heißt Jean Hudin, der sich daraufhin das Leben nehmen will. Er wird von einem ominösen Mann namens Dr. Codrus gerettet, der mit ihm und anderen verlorenen Seelen eine Expedition, die einem Himmelfahrtskommando gleicht, auf die Beine stellen will. Es dreht sich um nichts weniger als den Versuch, Atlantis aufzustöbern und dort die legendären Schätze der untergegangenen Metropole zu heben. 
Auf der Insel Rapa Nui, wo man Atlantis vermutet, trifft er auf Jola, während sich deren Schwester Claire das Leben nimmt. Jean Hudin und Jola kommen einander näher, nachdem der junge Mann Jola aus den Fängen einer finsteren Bande, angeführt von der ruchlosen Amazone Dolores Coreto, befreit hat. Der elegante und charmante Baron Armand, ein weiterer Expeditionsteilnehmer, hilft Hudin im Kampf gegen Dr. Codrus, der sich zunehmend als intriganter Schurke erweist. Die Dinge spitzen sich dramatisch zu, als ein Vulkan der Insel plötzlich ausbricht und alle Menschenleben mit seinem Ascheregen zuzudecken droht. Jola, Hudin und der Baron können sich zum Expeditionsschiff durchschlagen und sich vor dem erneuten Untergang von Atlantis, das in den Fluten versinkt, retten.

## Produktionsnotizen
Der goldene Abgrund entstand im Januar 1927 in Staaken bei Berlin und wurde am 27. September 1927 uraufgeführt. Der sechsaktige Film mit einer Länge von 2229 Metern wurde auch unter den Titeln Schiffbrüchige des Lebens und Frauen am Abgrund vertrieben.
Andrej Andrejew und Alexander Ferenczy entwarfen die Filmbauten, Fred Lyssa hatte die Aufnahmeleitung.

## Kritik
Die Österreichische Film-Zeitung schrieb: „Dem Regisseur Bonnard sind neben glänzenden Effekteinfällen, die sich in geistreichen Uebergängen und Verbindungen zeigen, eine straffe Linienführung und eine starke Temposteigerung zu danken. In der Darstellung vermag Liane Haid in der Doppelrolle beider Schwestern wohl zu gefallen; vornehmlich in den mondänen Szenen ist sie ausgezeichnet. Einen Extraerfolg holte sich als lächelnder Baron Hans Albers. André Roannée [sic!] Hudin ist schön, jung, frisch und liebenswert, Hugo Werner-Kahles Codrus eine an Wegener erinnernde, eindrucksvolle Figur. Der Film ist interessant, in den Box- und Vulkanszenen ausgesprochen spannend.“